# Australiska alperna
Australiska alperna är Australiens högsta bergskedja. Den ligger i sydöstra delen av landet i Australian Capital Territory, östra Victoria och sydöstra New South Wales. Bergskedjan har de enda topparna på Australiens fastland som är över 2 000 meter höga. Den högsta punkten är Australiens högsta berg, Mount Kosciuszko (2 228 m ö.h.). Bergskedjan är det enda området i landet där snö förekommer regelbundet.
Australiska alperna är den del av Great Dividing Range, en kedja av berg och platåer som går över 3 000 kilometer från norra Queensland till centrala Victoria. Dessa högländer delar de vattendrag som flyter österut till Stilla havet och de som flyter i inlandet till Murrays flodsystem.
Den sydvästra halvan av Australiska alperna kallas ibland Victoriaalperna. Högsta punkten i delstaten Victoria är Mount Bogong (1 986 m ö.h.). 
I Australian Capital Territory är den högsta punkten Bimberi Peak (1 913 m ö.h.).